# Victor Goldschmidt
Victor Moritz Goldschmidt (n. 27 ianuarie 1888, Zürich, cantonul Zürich, Elveția – d. 20 martie 1947, Oslo, Norvegia) a fost un mineralog evreu-norvegian, fondator al geochimiei moderne, cosmochimiei și a cristalochimiei și, dezvoltator al clasificării Goldschmidt a elementelor chimice (alături de Vladimir Vernadsky). 

## Viața timpurie și educația
Goldschmidt s-a născut în Zürich, Elveția la 27 ianuarie 1888.:7, fiul lui Heinrich Jacob Goldschmidt, profesor de chimie fizică la Polytechnikum Eidgenössisches și, al Ameliei Koehne, fiica unui comerciant de cherestea. L-au numit Viktor (Victor) după un coleg al lui Heinrich, Victor Meyer. Originea evreiască a familiei tatălui său - aparținând păturii sociale elevate (rabini, judecători, avocați și ofițeri militari) - poate fi urmărită înapoi în timp până cel puțin la 1600.   Pe măsură ce cariera tatălui său a progresat, familia s-a mutat mai întâi la Amsterdam (în 1893), Heidelberg (în 1896) și – în final – la Kristiania (mai târziu Oslo), Norvegia (în 1901), la  catedra de chimie fizică de la universitate. Familia a primit cetățenia norvegiană în 1905.

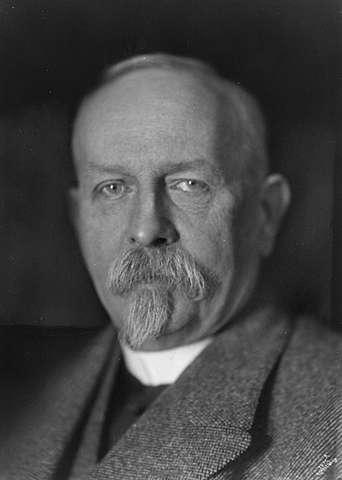
Brøgger

Goldschmidt a fost admis în Universitatea din Kristiania (mai târziu Universitatea din Oslo) în 1906 și a studiat chimie anorganică, chimie fizică, geologie, mineralogie, fizică, matematică, zoologie și botanică.  A obținut o bursă a universității pentru a urma doctoratul la vârsta de 21 de ani (în 1909). A lucrat la acestă teză cu geologul Waldemar Christofer Brøgger și a obținut diploma de doctor (în limba norvegiană) la vârsta de 23 de ani (1911). Pentru disertația Die Kontaktmetamorphose im Kristianiagebiet („Metamorfismul de contact în regiunea Kristiana”), Academia Norvegiană de Științe i-a acordat premiul Fridtjof Nansen în 1912. În acelasi an a fost numit docent (profesor asociat) de Mineralogie si Petrologie în cadrul universității.

## Cariera
În 1914, Goldschmidt a fost admis ca profesor la Stockholm, Suedia. Pentru a-l face să rămână, Universitatea din Kristiania a convins guvernul să înființeze un Institut Mineralogic și o poziție de profesor pentru el.:19  În 1929, Goldschmidt a fost numit profesor de mineralogie la Göttingen, angajându-i pe Reinhold Mannkopff și Fritz Laves ca asistenții acestuia. :54,58  Cu toate acestea – ca urmare a ascensiunii nazimului în Germania a demisionat, întorcându-se la Oslo în 1935.:21
La 9 aprilie 1940, germanii au invadat Norvegia și, la 26 octombrie 1942 Goldschmidt a fost arestat, ca parte a persecuției naziste a evreilor din Norvegia și internat în lagărul de concentrare din Berg, unde s-a îmbolnăvit  grav și, după o ședere într-un spital din apropiere de Oslo, a fost eliberat pe 8 noiembrie, doar pentru a fi reîntors pe 25 noiembrie. Cu toate acestea, în momentul în care urma să fie deportat la Auschwitz a fost eliberat, ca urmare a faptului că unii colegi l-au convins șeful poliției că expertiza sa științifică era esențială pentru stat.:22 Goldschmidt s-a refugiat curând în Suedia.:23
Goldschmidt a fost adus în Anglia pe 3 martie 1943 de către o unitate britanică de informații și a furnizat detalii despre evoluțiile tehnice din Norvegia. După o scurtă perioadă de incertitudine cu privire la statutul său viitor, a fost repartizat la Institutul de Cercetare a Solului din Macaulay (din Aberdeen) al Consiliului pentru Cercetare Agricolă. A participat la discuțiile referitoare la utilizarea materiilor prime de către germani și producția de apă grea. A participat la diverse întruniri organizate la Cambridge,Manchester, Sheffield, Edinburgh și Aberdeen și conferențiat la British Coal Research Research Association cu privire la prezența unor elemente rare în cenușa rezultată din arderea cărbunelui.:24 Printre contactele sale profesionale britanice se numără Leonard Hawkes, C.E. Tilley, W.H. Bragg , J.D. Bernal, Dr. W.G. Ogg etc. :18,24
Goldschmidt sa mutat de la Aberdeen la Rothamsted, unde și-a primit porecla „Goldie”. În ciuda popularității, el a vrut să se întoarcă la Oslo, chiar dacă decizia nu a fost salutată de către toți norvegienii. La scurt timp după repatrierea din 26 iunie 1946, a murit la vârsta de 59. :26

## Activitatea științifică

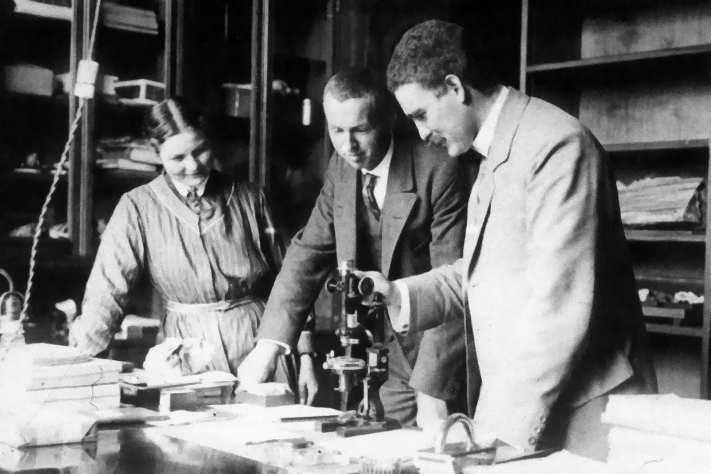
Victor Moritz Goldschmidt (dreapta), 1915

În cadrul teza sale, Goldschmidt a studiat riftul Oslo, o depresiune formată prin deplasarea negativă a unei formațiuni geologice de-a lungul defectelor laterale. Regiunea fusese recent cartografiată de către Brøgger. În Permian, intruziunile magmatice au pătruns în rocile mai vechi, încălzind rocile înconjurătoare. Acest proces a condus la schimbări mineralogice cunoscute în prezent drept metamorfism de contact.  Goldschmidt a efectuat un studiu sistematic, arătând că doar anumite asociații mineralogice s-au format în zona de contact termic.:13–14 În baza observațiilor sale, Goldschmidt a dedus o regulă de faze mineralogice pentru faze aflate în echilibru termodinamic (de fapt, un caz special al teoremei fazelor a lui Gibbs):
{\displaystyle C-P=F-2,}

Diagrama de fază a Al_{2}SiO_{5}

unde C este numărul minim de componente chimice, P este numărul de faze și F este numărul de grade de libertate (de exemplu temperatura și presiunea) care pot varia fără modificarea lui C sau P. 
De exemplu, compusul chimic Al2SiO5 poate să apară în mod natural ca trei minerale diferite: andaluzit, disten și sillimanit.  Există o singură componentă (C = 1), deci dacă toate cele trei minerale coexistă (P = 3), atunci F = 0. Întrucât nu există grade de libertate, va fi posibilă o singură combinație de presiune și temperatură.  Aceasta corespunde punctului triplu din diagrama de faze.:15–16
Dacă aceeași asociație mineralogică se găsește în mai multe roci dintr-o anumită regiune, ea trebuie să fi cristalizat în anumite intervale de temperatură și presiune.  În acest caz, F trebuie să fi fost cel puțin 2, deci: 
{\displaystyle C\geq P.}
Aceasta exprimă regula de faze mineralogice a lui Goldschmidt: numărul de faze nu poate fi mai mare decât numărul componentelor. 
La începutul secolului XX, Max von Laue și William L. Bragg au demonstrat că difracția radiației X ar putea fi utilizată pentru a determina structura cristalină.  În perioada 1920-1930, Goldschmidt și asociații săi de la Oslo și Göttingen au aplicat această metodă asupra mai multor minerale comune, formulând un set de reguli pentru modul în care elementele sunt grupate. Goldschmidt a publicat aceaste rezultate în seria Geochemische Verteilungsgesetze der Elemente (Legi geochemice de distribuție a elementelor).:2
În 1938, Goldschmidt și colegii săi au realizat o listă a ceea ce ei numeau „abundență cosmică”, bazată pe analiza mai multor probe terestre sau de meteoriți. Goldschmidt justifica includerea datelor referitoare la compoziția meteoriților în tabelele sale, întrucât el considera că rocile de origine terestră ar fi suferit alterări chimice importante, atât geologice cât și la contactul cu atmosfera. Prin acesta, el sublinia faptul că studiul exclusiv al rocilor terestre nu va conduce la o imagine de ansamblu corectă în ceea ce privește compoziția chimică a Universului. Prin urmare, Goldschmidt a concluzionat că materia extraterestră trebuie înclusă în aceste studii, pentru a se obține date mai precise și mai corecte. Aceste cercetări au constituit bazele cosmochimiei moderne.
A observat și descris fenomenul de contracție a lantanidelor, sau a contribuit la înțelegerea altora, precum metamictizarea. Este probabil că el este acela care a introdus termenul de actinide în 1937. A avut contribuții la estimarea razei atomice a metalelor și la teoretizarea legăturii metalice.  

## Publicații
Un manual, Geochemistry, a fost editat și publicat postum în Anglia în 1954.:30

## Premii și distincții
Goldschmidt a fost numit cavaler al Ordinului Sf. Olav în 1929.
În timpul stagiului său la Institutul Macaulay, Goldschmidt a fost ales membru strain al Royal Society of London, primind titlul Doctor de Drept onorific (LLD) al Universității din Aberdeen. De asemenea, i s-a acordat Medalia Wollaston, cea mai înaltă distincție a Societatii Geologice din Londra.

## Cinstirea memoriei
Peste tot în lume, școli, străzi, piețe și poduri îi poartă numele. Mai multe de țări i-au onorat memoria prin emitere de monede, medalii sau timbre cu portretul său. Creasta muntoasă Goldschmidtfjella din Spitsbergen (Norvegia),  este numita dupa el, la fel ca și asteroidul 1614 Goldschmidt sau un crater important de la polul nord al Lunii.  
Una dintre cele mai importante conferințe internaționale anuale de geochimie și cosmochimie se numește – simplu – Goldschmidt. În cadrul acestei conferințe, Societatea de Geochimie acordă anual premiul „G.M. Goldschmidt” pentru contribuții importante în domeniile geochimiei și cosmochimiei. 